# Carlos Alberto Díaz (portero)
Carlos Alberto Díaz (Rufino, Santa Fe, Argentina; 15 de mayo de 1974) es un exfutbolista argentino que jugó como arquero/portero.

## Trayectoria
Inició su carrera futbolística a los 11 años, inspirado en ver cómo su ídolo de entonces Ubaldo Fillol (Exarquero argentino) campeón mundial 1978.
Sus reflejos lo llevaron a pasar por las divisiones inferiores de San Lorenzo, Boca Juniors y Huracán, pero no llegó a debutar en Primera División de Argentina.
Ha sido elegido por el periódico la Nación de Costa Rica 5 veces seguidas como mejor arquero extranjero jugando para el Club Sport Cartaginés, además de extranjero del año en la Liga de Ascenso en el año 2020.
En el 2004 fue elegido como mejor deportista extranjero por el círculo de periodistas deportivos de Costa Rica.
Es el único portero argentino en la historia del fútbol costarricense y el primer arquero extranjero del Cartaginés en sus primeros 100 años de existir. Además, es el arquero extranjero con más partidos disputados en el futbol de Costa Rica.
En el año 2006 Díaz atajó 11 de 17 penales, convirtiéndose en su principal récord, y en el 2011 detuvo 7 penales en tan solo 18 fechas. En diciembre de 2016 fue galardonado con el reconocimiento de "Caballero de la Cancha" de la Liga Nacional de Guatemala, al no ser amonestado durante los 26 partidos que disputó en el torneo Apertura, con el Deportivo Malacateco.
En el 2020 regresa a Costa Rica luego de un exitoso paso en el fútbol de Guatemala,

## Clubes

### Como jugador
| Club                          | País       | Año         |
| ----------------------------- | ---------- | ----------- |
| Argentino de Quilmes          | Argentina  | 1993-1994   |
| Deportivo Laferrere           | Argentina  | 1995-1996   |
| Atlético Tucumán              | Argentina  | 1997-1998   |
| Deportivo Laferrere           | Argentina  | 1999        |
| Gimnasia y Tiro de Salta      | Argentina  | 1999-2000   |
| Atlético Luján de Cuyo        | Argentina  | 2000        |
| Defensores de Belgrano        | Argentina  | 2001-2002   |
| Club Atlético Sarmiento       | Argentina  | 2003        |
| C. S. Cartaginés              | Costa Rica | 2003-2006   |
| Gimnasia y Esgrima de Mendoza | Argentina  | 2006        |
| A. D. Carmelita               | Costa Rica | 2007        |
| Brujas F. C.                  | Costa Rica | 2007-2008   |
| A. D. Ramonense               | Costa Rica | 2009        |
| C. S. Cartaginés              | Costa Rica | 2009-2010   |
| Cobán Imperial                | Guatemala  | 2010        |
| C. D. Quevedo                 | Ecuador    | 2011        |
| Orion F.C.                    | Costa Rica | 2011-2012   |
| Petén F. C.                   | Guatemala  | 2012        |
| Puntarenas F. C.              | Costa Rica | 2012        |
| Deportivo Sayaxché            | Guatemala  | 2014        |
| Municipal Turrialba           | Costa Rica | 2015        |
| Deportivo Malacateco          | Guatemala  | 2015 - 2016 |
| Xelajú Mario Camposeco        | Guatemala  | 2017        |
| Deportivo Mictlán             | Guatemala  | 2017        |
| C.S.D. Sacachispas            | Guatemala  | 2018        |
| Rosario F. C.                 | Guatemala  | 2018        |
| Deportivo Reu                 | Guatemala  | 2019        |
| A. D. Guanacasteca            | Costa Rica | 2020        |
| Puerto Golfito                | Costa Rica | 2020        |
| Puntarenas F. C.              | Costa Rica | 2021        |
| Limón F. C.                   | Costa Rica | 2021        |

### Como entrenador de porteros
| Club                    | País       | Año           |
| ----------------------- | ---------- | ------------- |
| Puerto Golfito F. C.    | Costa Rica | 2022          |
| Municipal Pérez Zeledón | Costa Rica | 2022-2023     |
| A. D. San Carlos        | Costa Rica | 2023-2024     |
| C. S. Cartaginés        | Costa Rica | 2025-presente |

## Palmarés

### Distinciones individuales
| Distinción                                                     | Año  |
| -------------------------------------------------------------- | ---- |
| Incluido en el Once ideal de la Segunda División de Costa Rica | 2020 |